# محاصره تاچیبانا
محاصره تاچیبانا انگلیسی: Siege of Tachibana نبردی بود که در دوره سنگوکو در ژاپن رخ داد.